# Llista de topònims de Santa Coloma de Farners
Llista de topònims (noms propis de lloc) del municipi de Santa Coloma de Farners, a la Selva
Informació actualitzada per un bot. Els canvis manuals es perdran quan s'actualitzi!

## carrer
| imatge | Nom                      | Ubicat a                | instància de | Detalls                                                    | coordenades                                       | Protecció                                  | Commons (més fotos)                                | Dades a WD                    |
| ------ | ------------------------ | ----------------------- | ------------ | ---------------------------------------------------------- | ------------------------------------------------- | ------------------------------------------ | -------------------------------------------------- | ----------------------------- |
|        | Carrer Major             | Santa Coloma de Farners | carrer       |                                                            | 41° 51′ 46″ N, 2° 39′ 38″ E / 41.8627°N,2.66053°E |                                            | Carrer Major (Santa Coloma de Farners)             | Modifica les dades a Wikidata |
|        | passeig de Sant Salvador | Santa Coloma de Farners | carrer       | Estil: arquitectura popular Anomenat per: Salvador d'Horta | 41° 51′ 38″ N, 2° 39′ 47″ E / 41.8605°N,2.66318°E | bé integrant del patrimoni cultural català | Passeig de Sant Salvador (Santa Coloma de Farners) | Modifica les dades a Wikidata |

## casa
| imatge | Nom                                               | Ubicat a                | instància de | Detalls                                                                                 | coordenades                                                                                           | Protecció                                  | Commons (més fotos)                                  | Dades a WD                    |
| ------ | ------------------------------------------------- | ----------------------- | ------------ | --------------------------------------------------------------------------------------- | --- | ------------------------------------------ | ---------------------------------------------------- | ----------------------------- |
|        | Ca l'Oller                                        | Santa Coloma de Farners | casa         | Estil: arquitectura modernista                                                          | 41° 51′ 47″ N, 2° 39′ 40″ E / 41.863113°N,2.66118°E ca:Carrer Major, 32                               |                                            |                                                      | Modifica les dades a Wikidata |
|        | Ca la Pauleta                                     | Santa Coloma de Farners | casa         | Estil: arquitectura popular                                                             | 41° 51′ 44″ N, 2° 39′ 50″ E / 41.862166666667°N,2.66375°E ca:Carrer del Pare Lluís Rodés, 43 137 msnm | bé integrant del patrimoni cultural català | Ca la Pauleta                                        | Modifica les dades a Wikidata |
|        | Ca n'Aragó                                        | Santa Coloma de Farners | casa         | Arquitecte: Rafael Masó i Valentí Estil: modernisme català arquitectura modernista 1903 | 41° 51′ 43″ N, 2° 39′ 46″ E / 41.86203°N,2.66288°E ca:Carrer Jacint Verdaguer, 26                     | bé integrant del patrimoni cultural català | Ca n'Aragó (Santa Coloma de Farners)                 | Modifica les dades a Wikidata |
|        | Cal Fabricant                                     | Santa Coloma de Farners | casa         | Estil: modernisme català arquitectura modernista 1914                                   | 41° 51′ 47″ N, 2° 39′ 46″ E / 41.8631°N,2.66278°E ca:carrer Pare Lluís Rodes, 10                      | bé integrant del patrimoni cultural català | Cal Fabricant                                        | Modifica les dades a Wikidata |
|        | Can Barril                                        | Santa Coloma de Farners | casa         | Estil: noucentisme                                                                      | 41° 51′ 44″ N, 2° 39′ 46″ E / 41.8621°N,2.6628°E ca:Jacint Verdaguer, 24                              | bé integrant del patrimoni cultural català | Can Barril (Santa Coloma de Farners)                 | Modifica les dades a Wikidata |
|        | Can Forner                                        | Santa Coloma de Farners | casa         | Estil: arquitectura eclèctica                                                           | 41° 51′ 43″ N, 2° 39′ 39″ E / 41.86181°N,2.66089°E ca:Sant Dalmau, 2                                  | bé integrant del patrimoni cultural català | Can Forner                                           | Modifica les dades a Wikidata |
|        | Can Gallart Nou                                   | Santa Coloma de Farners | casa         | Estil: arquitectura eclèctica 19th century                                              | 41° 51′ 30″ N, 2° 40′ 04″ E / 41.858449°N,2.667683°E ca:C. Can Gallart - c. Can Moragues 129 msnm     | bé integrant del patrimoni cultural català | Can Gallart Nou                                      | Modifica les dades a Wikidata |
|        | Can Geronès                                       | Santa Coloma de Farners | casa         | Estil: modernisme català arquitectura modernista                                        | 41° 51′ 45″ N, 2° 39′ 35″ E / 41.86252°N,2.65966°E ca:carrer Raval, 11                                | bé integrant del patrimoni cultural català | Can Geronès (Santa Coloma de Farners)                | Modifica les dades a Wikidata |
|        | Can Gironès                                       | Santa Coloma de Farners | casa         | Estil: arquitectura eclèctica                                                           | 41° 51′ 53″ N, 2° 39′ 46″ E / 41.86485°N,2.66277°E ca:Prat, 16                                        | bé integrant del patrimoni cultural català | Can Gironès (Santa Coloma de Farners)                | Modifica les dades a Wikidata |
|        | Can Joan                                          | Santa Coloma de Farners | casa         | Estil: arquitectura eclèctica                                                           | 41° 51′ 48″ N, 2° 39′ 43″ E / 41.86329°N,2.66193°E                                                    | bé integrant del patrimoni cultural català | Can Joan (Santa Coloma de Farners)                   | Modifica les dades a Wikidata |
|        | Can Massaguer                                     | Santa Coloma de Farners | casa         | Estil: arquitectura eclèctica                                                           | 41° 51′ 46″ N, 2° 39′ 38″ E / 41.862771°N,2.660579°E ca:C. Major, 25                                  | bé integrant del patrimoni cultural català | Can Massaguer (Santa Coloma de Farners)              | Modifica les dades a Wikidata |
|        | Can Masseguer                                     | Santa Coloma de Farners | casa         | Estil: arquitectura eclèctica                                                           | 41° 52′ 07″ N, 2° 38′ 43″ E / 41.86859°N,2.64541°E                                                    | bé integrant del patrimoni cultural català | Can Masseguer (Santa Coloma de Farners)              | Modifica les dades a Wikidata |
|        | Can Muxac                                         | Santa Coloma de Farners | casa         | Estil: arquitectura modernista 1904                                                     | 41° 51′ 46″ N, 2° 39′ 39″ E / 41.862777777778°N,2.6608333333333°E ca:Carrer Major, 19                 | bé integrant del patrimoni cultural català | Can Muxac (Santa Coloma de Farners)                  | Modifica les dades a Wikidata |
|        | Can Tomàs Barrera                                 | Santa Coloma de Farners | casa         | Estil: arquitectura modernista 1910                                                     | 41° 51′ 45″ N, 2° 39′ 48″ E / 41.86241°N,2.66336°E ca:Carrer del Pare Lluís Rodés, 33 136 msnm        | bé integrant del patrimoni cultural català | Can Tomàs Barrera                                    | Modifica les dades a Wikidata |
|        | Can de Prat                                       | Santa Coloma de Farners | casa         | Estil: modernisme català arquitectura modernista                                        | 41° 51′ 45″ N, 2° 39′ 33″ E / 41.8625°N,2.65911°E ca:Raval, 26                                        | bé integrant del patrimoni cultural català | Can de Prat (Santa Coloma de Farners)                | Modifica les dades a Wikidata |
|        | Can l'Ollé                                        | Santa Coloma de Farners | casa         | Estil: arquitectura modernista                                                          | 41° 51′ 47″ N, 2° 39′ 40″ E / 41.863055555556°N,2.6611111111111°E ca:Carrer Major, 32                 | bé integrant del patrimoni cultural català | Can l'Ollé (Santa Coloma de Farners)                 | Modifica les dades a Wikidata |
|        | Casa Bofill                                       | Santa Coloma de Farners | casa         | Arquitecte: Bonaventura Bassegoda i Amigó Estil: historicisme arquitectònic 1898        | 41° 51′ 42″ N, 2° 39′ 50″ E / 41.8617°N,2.66386°E ca:carrer de Sant Sebastià, 4                       | bé integrant del patrimoni cultural català | Casa Bofill                                          | Modifica les dades a Wikidata |
|        | can Riera                                         | Santa Coloma de Farners | casa         | 19th century                                                                            | 41° 51′ 24″ N, 2° 34′ 13″ E / 41.85666°N,2.57032°E                                                    | bé integrant del patrimoni cultural català |                                                      | Modifica les dades a Wikidata |
|        | casa a la plaça Farners, 4-5                      | Santa Coloma de Farners | casa         | Estil: noucentisme                                                                      | 41° 51′ 49″ N, 2° 39′ 45″ E / 41.86357°N,2.66247°E                                                    | bé integrant del patrimoni cultural català | Casa a la plaça Farners, 4-5                         | Modifica les dades a Wikidata |
|        | casa a la plaça Farners, 6-7                      | Santa Coloma de Farners | casa         | Estil: arquitectura eclèctica                                                           | 41° 51′ 49″ N, 2° 39′ 45″ E / 41.86366°N,2.66241°E                                                    | bé integrant del patrimoni cultural català | Plaça Farners 6-7                                    | Modifica les dades a Wikidata |
|        | casa al carrer Jacint Verdaguer, 14               | Santa Coloma de Farners | casa         | Estil: arquitectura eclèctica                                                           | 41° 51′ 45″ N, 2° 39′ 45″ E / 41.86243°N,2.66247°E                                                    | bé integrant del patrimoni cultural català | Carrer Jacint Verdaguer 14 (Santa Coloma de Farners) | Modifica les dades a Wikidata |
|        | casa al carrer Major, 21                          | Santa Coloma de Farners | casa         | Estil: arquitectura eclèctica                                                           | 41° 51′ 46″ N, 2° 39′ 39″ E / 41.86279°N,2.66072°E                                                    | bé integrant del patrimoni cultural català | Carrer Major 21 (Santa Coloma de Farners)            | Modifica les dades a Wikidata |
|        | habitatge al carrer de la Creu i carrer Raval, 25 | Santa Coloma de Farners | casa         | Estil: noucentisme                                                                      | 41° 51′ 46″ N, 2° 39′ 37″ E / 41.86266°N,2.66027°E                                                    | bé integrant del patrimoni cultural català | Carrer de la Creu i carrer Raval 25                  | Modifica les dades a Wikidata |

## creu monumental
| imatge | Nom                 | Ubicat a                | instància de    | Detalls | coordenades                                                            | Protecció | Commons (més fotos)               | Dades a WD                    |
| ------ | ------------------- | ----------------------- | --------------- | ------- | ---------------------------------------------------------------------- | --------- | --------------------------------- | ----------------------------- |
|        | creu de Can Gavaldà | Santa Coloma de Farners | creu monumental |         | 41° 53′ 11″ N, 2° 36′ 21″ E / 41.8862778970834°N,2.60588194019786°E    |           |                                   | Modifica les dades a Wikidata |
|        | la Creu             | Santa Coloma de Farners | creu monumental |         | 41° 51′ 42″ N, 2° 39′ 04″ E / 41.861641666666664°N,2.651022222222222°E |           | La Creu (Santa Coloma de Farners) | Modifica les dades a Wikidata |

## edifici
| imatge | Nom                                       | Ubicat a                | instància de | Detalls                                                                                 | coordenades                                                                                     | Protecció                                  | Commons (més fotos)                            | Dades a WD                    |
| ------ | ----------------------------------------- | ----------------------- | ------------ | --------------------------------------------------------------------------------------- | ----------------------------------------------------------------------------------------------- | ------------------------------------------ | ---------------------------------------------- | ----------------------------- |
|        | Antic Hospital de Santa Coloma de Farners | Santa Coloma de Farners | edifici      | Estil: arquitectura popular                                                             | 41° 51′ 40″ N, 2° 40′ 02″ E / 41.86102°N,2.66732°E ca:Carrer de Sant Sebastià, 91-93 133 msnm   | bé integrant del patrimoni cultural català | Antic Hospital de Santa Coloma de Farners      | Modifica les dades a Wikidata |
|        | Antiga fàbrica de dogues i rodells        | Santa Coloma de Farners | edifici      | Estil: arquitectura popular                                                             | 41° 52′ 15″ N, 2° 39′ 19″ E / 41.87087°N,2.65521°E                                              | bé integrant del patrimoni cultural català |                                                | Modifica les dades a Wikidata |
|        | Bellver                                   | Santa Coloma de Farners | edifici      |                                                                                         | 41° 51′ 46″ N, 2° 39′ 32″ E / 41.86264722°N,2.65899444°E                                        |                                            |                                                | Modifica les dades a Wikidata |
|        | Botiga Teules Tuyarro                     | Santa Coloma de Farners | edifici      | Estil: arquitectura modernista                                                          | 41° 51′ 48″ N, 2° 39′ 46″ E / 41.863333333333°N,2.6627777777778°E ca:Carrer Pare Lluís Rodés, 6 | bé integrant del patrimoni cultural català | Botiga Teules Tuyarro                          | Modifica les dades a Wikidata |
|        | Centre de formació d'adults La Selva      | Santa Coloma de Farners | edifici      | Estil: arquitectura popular                                                             | 41° 51′ 40″ N, 2° 39′ 55″ E / 41.861058°N,2.66518°E 134 msnm                                    | bé integrant del patrimoni cultural català | Centre de formació d'adults La Selva           | Modifica les dades a Wikidata |
|        | Cercle Cultural Colomenc                  | Santa Coloma de Farners | edifici      | Arquitecte: Albert Juan i Torner Estil: modernisme català arquitectura modernista 1900s | 41° 51′ 49″ N, 2° 39′ 50″ E / 41.86351°N,2.66397°E ca:Carrer Clavé, 19                          | bé integrant del patrimoni cultural català | Antic Casino (Santa Coloma de Farners)         | Modifica les dades a Wikidata |
|        | Escorxador Municipal                      | Santa Coloma de Farners | edifici      | Estil: arquitectura popular                                                             | 41° 51′ 43″ N, 2° 39′ 31″ E / 41.86185°N,2.65867°E ca:Raval, crtra. a Sant Hilari               | bé integrant del patrimoni cultural català | Escorxador Municipal (Santa Coloma de Farners) | Modifica les dades a Wikidata |
|        | les Mesures                               | Santa Coloma de Farners | edifici      | Estil: noucentisme                                                                      | 41° 51′ 49″ N, 2° 39′ 46″ E / 41.86366°N,2.66289°E                                              | bé integrant del patrimoni cultural català | Les Mesures (Santa Coloma de Farners)          | Modifica les dades a Wikidata |
|        | seu del Consell Comarcal de la Selva      | Santa Coloma de Farners | edifici      |                                                                                         | 41° 51′ 32″ N, 2° 39′ 44″ E / 41.8589685078715°N,2.66221805397456°E                             |                                            |                                                | Modifica les dades a Wikidata |

## entitat singular de població
| imatge | Nom                      | Ubicat a                | instància de                                                                   | Detalls   | coordenades                                                       | Protecció | Commons (més fotos) | Dades a WD                    |
| ------ | ------------------------ | ----------------------- | ------------------------------------------------------------------------------ | --------- | ----------------------------------------------------------------- | --------- | ------------------- | ----------------------------- |
|        | Castanyet                | Santa Coloma de Farners | entitat singular de població ens local històric de Catalunya                   | 63 hab    | 41° 53′ 20″ N, 2° 37′ 22″ E / 41.88888889°N,2.62277778°E 274 msnm |           |                     | Modifica les dades a Wikidata |
|        | Cladells                 | Santa Coloma de Farners | entitat singular de població ens local històric de Catalunya                   | 27 hab    | 41° 51′ 25″ N, 2° 33′ 48″ E / 41.85694444°N,2.56333333°E 446 msnm |           |                     | Modifica les dades a Wikidata |
|        | Sant Pere Cercada        | Santa Coloma de Farners | entitat singular de població ens local històric de Catalunya                   | 13 hab    | 41° 50′ 07″ N, 2° 36′ 28″ E / 41.8353°N,2.6078°E 415 msnm         |           | Sant Pere Cercada   | Modifica les dades a Wikidata |
|        | Santa Coloma Residencial | Santa Coloma de Farners | entitat singular de població                                                   | 1664 hab  | 41° 52′ 08″ N, 2° 41′ 43″ E / 41.86879167°N,2.69525278°E 133 msnm |           |                     | Modifica les dades a Wikidata |
|        | Santa Coloma de Farners  | Santa Coloma de Farners | entitat singular de població ens local històric de Catalunya capital municipal | 11939 hab | 41° 52′ 00″ N, 2° 40′ 00″ E / 41.86667°N,2.66667°E 139 msnm       |           |                     | Modifica les dades a Wikidata |
|        | Sot d'en Mola            | Santa Coloma de Farners | entitat singular de població                                                   | 24 hab    | 41° 53′ 34″ N, 2° 38′ 04″ E / 41.892646°N,2.634552°E 336 msnm     |           |                     | Modifica les dades a Wikidata |
|        | Veïnat de Vallors        | Santa Coloma de Farners | entitat singular de població                                                   | 51 hab    | 41° 52′ 52″ N, 2° 38′ 02″ E / 41.88123611°N,2.63384444°E 189 msnm |           |                     | Modifica les dades a Wikidata |
|        | el Veïnat d'Avall        | Santa Coloma de Farners | entitat singular de població                                                   | 93 hab    | 41° 51′ 21″ N, 2° 40′ 45″ E / 41.85575278°N,2.67920278°E 122 msnm |           |                     | Modifica les dades a Wikidata |

## església
| imatge | Nom                                      | Ubicat a                | instància de    | Detalls                                              | coordenades                                                                                 | Protecció                                  | Commons (més fotos)                      | Dades a WD                    |
| ------ | ---------------------------------------- | ----------------------- | --------------- | ---------------------------------------------------- | ------------------------------------------------------------------------------------------- | ------------------------------------------ | ---------------------------------------- | ----------------------------- |
|        | Mare de Déu de Farners                   | Santa Coloma de Farners | església        | Estil: art romànic                                   | 41° 51′ 36″ N, 2° 37′ 59″ E / 41.86°N,2.63292°E                                             | bé integrant del patrimoni cultural català | Santuari de la Mare de Déu de Farners    | Modifica les dades a Wikidata |
|        | Sant Andreu de Castanyet                 | Santa Coloma de Farners | església        | Estil: arquitectura romànica                         | 41° 53′ 19″ N, 2° 37′ 26″ E / 41.8885°N,2.62385°E ca:Castanyet - Crtra-GIP-5511             | bé integrant del patrimoni cultural català | Sant Andreu de Castanyet                 | Modifica les dades a Wikidata |
|        | Sant Marçal                              | Santa Coloma de Farners | església ermita | Estil: arquitectura popular                          | 41° 51′ 10″ N, 2° 41′ 34″ E / 41.85264°N,2.69291°E                                          | bé integrant del patrimoni cultural català | Sant Marçal de Santa Coloma de Farners   | Modifica les dades a Wikidata |
|        | Sant Miquel de Cladells                  | Santa Coloma de Farners | església        | Estil: arquitectura romànica                         | 41° 51′ 26″ N, 2° 33′ 49″ E / 41.8571°N,2.56366°E ca:Trencall que surt de la crtra. GI-551  | bé integrant del patrimoni cultural català | Sant Miquel de Cladells                  | Modifica les dades a Wikidata |
|        | Sant Pere Cercada                        | Santa Coloma de Farners | església        | Estil: arquitectura romànica Anomenat per: Sant Pere | 41° 50′ 07″ N, 2° 36′ 27″ E / 41.835278°N,2.6075°E ca:Trencall que surt del camí de Farners | bé integrant del patrimoni cultural català | Monastery of Sant Pere Cercada           | Modifica les dades a Wikidata |
|        | Sant Salvi de Cladells                   | Santa Coloma de Farners | església        | Estil: arquitectura popular                          | 41° 52′ 20″ N, 2° 34′ 33″ E / 41.87219°N,2.57578°E                                          | bé integrant del patrimoni cultural català | Sant Salvi de Cladells                   | Modifica les dades a Wikidata |
|        | Sant Sebastià de Santa Coloma de Farners | Santa Coloma de Farners | església        | Estil: arquitectura popular                          | 41° 51′ 40″ N, 2° 40′ 04″ E / 41.861°N,2.66771°E                                            | bé integrant del patrimoni cultural català | Sant Sebastià de Santa Coloma de Farners | Modifica les dades a Wikidata |
|        | Santa Victòria de Sauleda                | Santa Coloma de Farners | església        | Estil: arquitectura romànica                         | 41° 50′ 58″ N, 2° 36′ 02″ E / 41.84933°N,2.60066°E                                          | bé integrant del patrimoni cultural català | Sant Iscle i Santa Victòria de Sauleda   | Modifica les dades a Wikidata |
|        | església de Santa Coloma de Farners      | Santa Coloma de Farners | església        | Estil: arquitectura gòtica                           | 41° 51′ 48″ N, 2° 39′ 46″ E / 41.8634°N,2.66284°E                                           | bé integrant del patrimoni cultural català | Església de Santa Coloma de Farners      | Modifica les dades a Wikidata |

## indret
| imatge | Nom                 | Ubicat a                | instància de | Detalls | coordenades                                                   | Protecció | Commons (més fotos) | Dades a WD                    |
| ------ | ------------------- | ----------------------- | ------------ | ------- | ------------------------------------------------------------- | --------- | ------------------- | ----------------------------- |
|        | castanyeda del Puig | Santa Coloma de Farners | indret       |         |                                                               |           |                     | Modifica les dades a Wikidata |
|        | el Sot de Vallors   | Santa Coloma de Farners | indret       |         | 41° 52′ 40″ N, 2° 38′ 04″ E / 41.877847°N,2.634535°E 225 msnm |           |                     | Modifica les dades a Wikidata |

## masia
| imatge | Nom                      | Ubicat a                | instància de | Detalls                                  | coordenades                                                                                            | Protecció                                  | Commons (més fotos)                 | Dades a WD                    |
| ------ | ------------------------ | ----------------------- | ------------ | ---------------------------------------- | --- | ------------------------------------------ | ----------------------------------- | ----------------------------- |
|        | Bellveí Nou              | Santa Coloma de Farners | masia        |                                          | 41° 50′ 58″ N, 2° 36′ 22″ E / 41.8493327743086°N,2.60616902475137°E                                    |                                            |                                     | Modifica les dades a Wikidata |
|        | Ca l'Agustí              | Santa Coloma de Farners | masia        |                                          | 41° 52′ 46″ N, 2° 38′ 40″ E / 41.8794954025359°N,2.64440560512042°E                                    |                                            |                                     | Modifica les dades a Wikidata |
|        | Ca l'Albereda            | Santa Coloma de Farners | masia        |                                          | 41° 50′ 37″ N, 2° 40′ 53″ E / 41.843495222892°N,2.68131887161157°E                                     |                                            |                                     | Modifica les dades a Wikidata |
|        | Ca l'Amargant            | Santa Coloma de Farners | masia        |                                          | 41° 52′ 24″ N, 2° 38′ 39″ E / 41.8732977183733°N,2.64409048542915°E                                    |                                            |                                     | Modifica les dades a Wikidata |
|        | Ca l'Estrada             | Santa Coloma de Farners | masia        |                                          | 41° 52′ 17″ N, 2° 37′ 31″ E / 41.8713556447089°N,2.62533869754529°E                                    |                                            |                                     | Modifica les dades a Wikidata |
|        | Ca l'Hortalà             | Santa Coloma de Farners | masia        |                                          | 41° 51′ 00″ N, 2° 41′ 56″ E / 41.8499737970406°N,2.69898295474776°E                                    |                                            |                                     | Modifica les dades a Wikidata |
|        | Ca l'Oliveres            | Santa Coloma de Farners | masia        | Estil: arquitectura popular              | 41° 51′ 28″ N, 2° 40′ 37″ E / 41.85782°N,2.677°E                                                       | bé integrant del patrimoni cultural català |                                     | Modifica les dades a Wikidata |
|        | Ca l'Oller               | Santa Coloma de Farners | masia        | Estil: arquitectura popular              | 41° 52′ 11″ N, 2° 38′ 19″ E / 41.8698°N,2.63856°E                                                      | bé integrant del patrimoni cultural català |                                     | Modifica les dades a Wikidata |
|        | Cal Ditxo                | Santa Coloma de Farners | masia        |                                          | 41° 53′ 21″ N, 2° 39′ 20″ E / 41.8890673517525°N,2.65546611775355°E                                    |                                            |                                     | Modifica les dades a Wikidata |
|        | Cal Masnou               | Santa Coloma de Farners | masia        |                                          | 41° 53′ 14″ N, 2° 38′ 26″ E / 41.8872830250878°N,2.64045710442123°E                                    |                                            |                                     | Modifica les dades a Wikidata |
|        | Cal Ratat                | Santa Coloma de Farners | masia        |                                          | 41° 53′ 01″ N, 2° 38′ 32″ E / 41.8835960483145°N,2.64232184742016°E                                    |                                            |                                     | Modifica les dades a Wikidata |
|        | Cal Rupitell             | Santa Coloma de Farners | masia        |                                          | 41° 53′ 35″ N, 2° 39′ 00″ E / 41.8929594784534°N,2.64990012315962°E                                    |                                            |                                     | Modifica les dades a Wikidata |
|        | Cambreria de l'Albó      | Santa Coloma de Farners | masia        |                                          | 41° 53′ 55″ N, 2° 35′ 51″ E / 41.8986784782262°N,2.59757173568656°E                                    |                                            |                                     | Modifica les dades a Wikidata |
|        | Campesol                 | Santa Coloma de Farners | masia        |                                          | 41° 50′ 59″ N, 2° 41′ 15″ E / 41.849709156894°N,2.68757625332694°E                                     |                                            |                                     | Modifica les dades a Wikidata |
|        | Can Badià                | Santa Coloma de Farners | masia        |                                          | 41° 50′ 05″ N, 2° 36′ 44″ E / 41.834723247279°N,2.6122807884203°E                                      |                                            |                                     | Modifica les dades a Wikidata |
|        | Can Baldiri              | Santa Coloma de Farners | masia        |                                          | 41° 53′ 26″ N, 2° 38′ 40″ E / 41.890669473855°N,2.6444883694352°E                                      |                                            |                                     | Modifica les dades a Wikidata |
|        | Can Barceló              | Santa Coloma de Farners | masia        |                                          | 41° 51′ 39″ N, 2° 34′ 27″ E / 41.8609182918817°N,2.57410920270648°E                                    |                                            |                                     | Modifica les dades a Wikidata |
|        | Can Barló                | Santa Coloma de Farners | masia        |                                          | 41° 51′ 16″ N, 2° 35′ 29″ E / 41.8545407814083°N,2.59128276304926°E                                    |                                            |                                     | Modifica les dades a Wikidata |
|        | Can Barromba             | Santa Coloma de Farners | masia        |                                          | 41° 53′ 01″ N, 2° 39′ 53″ E / 41.8837179319544°N,2.66481165930834°E                                    |                                            |                                     | Modifica les dades a Wikidata |
|        | Can Bellveí Vell         | Santa Coloma de Farners | masia        | Estil: arquitectura popular              | 41° 51′ 06″ N, 2° 36′ 04″ E / 41.85154°N,2.60099°E                                                     | bé integrant del patrimoni cultural català |                                     | Modifica les dades a Wikidata |
|        | Can Boix                 | Santa Coloma de Farners | masia        | Estil: arquitectura popular              | 41° 51′ 50″ N, 2° 34′ 09″ E / 41.86401°N,2.56918°E                                                     | bé integrant del patrimoni cultural català |                                     | Modifica les dades a Wikidata |
|        | Can Bonaire              | Santa Coloma de Farners | masia        |                                          | 41° 53′ 49″ N, 2° 36′ 56″ E / 41.896880853724°N,2.6155215901792°E                                      |                                            |                                     | Modifica les dades a Wikidata |
|        | Can Bora                 | Santa Coloma de Farners | masia        |                                          | 41° 53′ 24″ N, 2° 38′ 32″ E / 41.8898735847753°N,2.64225066873576°E                                    |                                            |                                     | Modifica les dades a Wikidata |
|        | Can Callicó de Baix      | Santa Coloma de Farners | masia        |                                          | 41° 51′ 07″ N, 2° 41′ 47″ E / 41.8518946848144°N,2.69648025882123°E                                    |                                            |                                     | Modifica les dades a Wikidata |
|        | Can Callicó de Dalt      | Santa Coloma de Farners | masia        |                                          | 41° 51′ 12″ N, 2° 41′ 45″ E / 41.8532622485389°N,2.69591962836477°E                                    |                                            |                                     | Modifica les dades a Wikidata |
|        | Can Canaleta             | Santa Coloma de Farners | masia        |                                          | 41° 50′ 44″ N, 2° 36′ 57″ E / 41.8454928528499°N,2.61592541857639°E                                    |                                            |                                     | Modifica les dades a Wikidata |
|        | Can Carós de la Tallada  | Santa Coloma de Farners | masia        | Estil: arquitectura popular              | 41° 51′ 03″ N, 2° 41′ 52″ E / 41.8509°N,2.69781°E                                                      | bé integrant del patrimoni cultural català |                                     | Modifica les dades a Wikidata |
|        | Can Carós del Rech       | Santa Coloma de Farners | masia        |                                          | 41° 51′ 13″ N, 2° 40′ 46″ E / 41.85366°N,2.67931°E                                                     | bé integrant del patrimoni cultural català |                                     | Modifica les dades a Wikidata |
|        | Can Caselles             | Santa Coloma de Farners | masia        |                                          | 41° 51′ 51″ N, 2° 38′ 58″ E / 41.8642981685513°N,2.64939382238833°E                                    |                                            |                                     | Modifica les dades a Wikidata |
|        | Can Castanyer            | Santa Coloma de Farners | masia        |                                          | 41° 51′ 43″ N, 2° 39′ 39″ E / 41.86181°N,2.66089°E                                                     | bé integrant del patrimoni cultural català |                                     | Modifica les dades a Wikidata |
|        | Can Castanyet            | Santa Coloma de Farners | masia        |                                          | 41° 52′ 18″ N, 2° 37′ 20″ E / 41.871750602188°N,2.62217915246035°E                                     |                                            |                                     | Modifica les dades a Wikidata |
|        | Can Caterines del Serrat | Santa Coloma de Farners | masia        |                                          | 41° 52′ 51″ N, 2° 39′ 17″ E / 41.8808147301579°N,2.65467884797897°E                                    |                                            |                                     | Modifica les dades a Wikidata |
|        | Can Caterines del Sot    | Santa Coloma de Farners | masia        |                                          | 41° 53′ 06″ N, 2° 39′ 21″ E / 41.8850062415184°N,2.65578926270984°E                                    |                                            |                                     | Modifica les dades a Wikidata |
|        | Can Centener             | Santa Coloma de Farners | masia        |                                          | 41° 52′ 41″ N, 2° 36′ 53″ E / 41.8780844426633°N,2.61465773017829°E                                    |                                            |                                     | Modifica les dades a Wikidata |
|        | Can Ciulet               | Santa Coloma de Farners | masia        |                                          | 41° 52′ 29″ N, 2° 33′ 57″ E / 41.8747938811028°N,2.56583440581839°E                                    |                                            |                                     | Modifica les dades a Wikidata |
|        | Can Clot                 | Santa Coloma de Farners | masia        |                                          | 41° 53′ 29″ N, 2° 38′ 05″ E / 41.8913357756409°N,2.6346483564136°E                                     |                                            |                                     | Modifica les dades a Wikidata |
|        | Can Codina               | Santa Coloma de Farners | masia        |                                          | 41° 53′ 05″ N, 2° 37′ 54″ E / 41.8848055221722°N,2.63173258149905°E                                    |                                            |                                     | Modifica les dades a Wikidata |
|        | Can Coll                 | Santa Coloma de Farners | masia        |                                          | 41° 52′ 33″ N, 2° 40′ 22″ E / 41.8759586644388°N,2.67266146510041°E                                    |                                            |                                     | Modifica les dades a Wikidata |
|        | Can Cuca                 | Santa Coloma de Farners | masia        |                                          | 41° 51′ 19″ N, 2° 41′ 38″ E / 41.855310319328°N,2.69384981297004°E                                     |                                            |                                     | Modifica les dades a Wikidata |
|        | Can Cucut                | Santa Coloma de Farners | masia        |                                          | 41° 52′ 18″ N, 2° 34′ 03″ E / 41.871692830075°N,2.56750631131448°E                                     |                                            |                                     | Modifica les dades a Wikidata |
|        | Can Cúbies               | Santa Coloma de Farners | masia        |                                          | 41° 52′ 18″ N, 2° 38′ 30″ E / 41.8717412610801°N,2.64174926631255°E                                    |                                            |                                     | Modifica les dades a Wikidata |
|        | Can Daussà               | Santa Coloma de Farners | masia        |                                          | 41° 52′ 03″ N, 2° 41′ 16″ E / 41.8674352067778°N,2.6877671075314°E                                     |                                            |                                     | Modifica les dades a Wikidata |
|        | Can Falgueró             | Santa Coloma de Farners | masia        |                                          | 41° 51′ 48″ N, 2° 41′ 28″ E / 41.863463119899°N,2.69107580521474°E                                     |                                            |                                     | Modifica les dades a Wikidata |
|        | Can Fava                 | Santa Coloma de Farners | masia        |                                          | 41° 52′ 20″ N, 2° 37′ 04″ E / 41.8723120339401°N,2.61764480774844°E                                    |                                            |                                     | Modifica les dades a Wikidata |
|        | Can Feliu                | Santa Coloma de Farners | masia        |                                          | 41° 51′ 09″ N, 2° 41′ 33″ E / 41.8524064388036°N,2.69247826617633°E                                    |                                            |                                     | Modifica les dades a Wikidata |
|        | Can Ferrerguilles        | Santa Coloma de Farners | masia        |                                          | 41° 51′ 55″ N, 2° 41′ 16″ E / 41.8652828241962°N,2.68786192534015°E                                    |                                            |                                     | Modifica les dades a Wikidata |
|        | Can Fogona               | Santa Coloma de Farners | masia        |                                          | 41° 51′ 24″ N, 2° 41′ 20″ E / 41.8565493130828°N,2.68902483015971°E                                    |                                            |                                     | Modifica les dades a Wikidata |
|        | Can Formiga              | Santa Coloma de Farners | masia        |                                          | 41° 50′ 27″ N, 2° 35′ 45″ E / 41.8409201847861°N,2.59575373440919°E                                    |                                            |                                     | Modifica les dades a Wikidata |
|        | Can Forn                 | Santa Coloma de Farners | masia        |                                          | 41° 52′ 48″ N, 2° 38′ 33″ E / 41.8800661059665°N,2.6425584706652°E 200 msnm                            |                                            | Can Forn (Santa Coloma de Farners)  | Modifica les dades a Wikidata |
|        | Can Francesc Renoc       | Santa Coloma de Farners | masia        |                                          | 41° 52′ 19″ N, 2° 41′ 23″ E / 41.8718718784984°N,2.6897218090765°E                                     |                                            |                                     | Modifica les dades a Wikidata |
|        | Can Fàbregues            | Santa Coloma de Farners | masia        |                                          | 41° 51′ 58″ N, 2° 40′ 55″ E / 41.8662483277474°N,2.68194092226023°E                                    |                                            |                                     | Modifica les dades a Wikidata |
|        | Can Fèlix                | Santa Coloma de Farners | masia        |                                          | 41° 52′ 46″ N, 2° 36′ 47″ E / 41.8795469753369°N,2.61299782079691°E                                    |                                            |                                     | Modifica les dades a Wikidata |
|        | Can Gafet                | Santa Coloma de Farners | masia        |                                          | 41° 53′ 38″ N, 2° 38′ 34″ E / 41.8938740438997°N,2.642710533194°E                                      |                                            |                                     | Modifica les dades a Wikidata |
|        | Can Gallart Vell         | Santa Coloma de Farners | masia        | Estil: arquitectura popular              | 41° 51′ 30″ N, 2° 40′ 04″ E / 41.85836°N,2.66768°E ca:Can Gallart                                      | bé integrant del patrimoni cultural català | Can Gallart Vell                    | Modifica les dades a Wikidata |
|        | Can Garolera             | Santa Coloma de Farners | masia        |                                          | 41° 51′ 22″ N, 2° 37′ 00″ E / 41.8562136429434°N,2.61670461490483°E                                    |                                            |                                     | Modifica les dades a Wikidata |
|        | Can Goita                | Santa Coloma de Farners | masia        |                                          | 41° 52′ 55″ N, 2° 39′ 27″ E / 41.8819938658387°N,2.65743251231529°E                                    |                                            |                                     | Modifica les dades a Wikidata |
|        | Can Gorgals Nou          | Santa Coloma de Farners | masia        |                                          | 41° 50′ 32″ N, 2° 37′ 09″ E / 41.8423066178943°N,2.61929298386185°E                                    |                                            |                                     | Modifica les dades a Wikidata |
|        | Can Jan                  | Santa Coloma de Farners | masia        |                                          | 41° 53′ 14″ N, 2° 37′ 45″ E / 41.8873548015478°N,2.62904207239083°E                                    |                                            |                                     | Modifica les dades a Wikidata |
|        | Can Janot                | Santa Coloma de Farners | masia        |                                          | 41° 53′ 08″ N, 2° 37′ 30″ E / 41.8855580553543°N,2.6249182446186°E                                     |                                            |                                     | Modifica les dades a Wikidata |
|        | Can Julià                | Santa Coloma de Farners | masia        |                                          | 41° 52′ 08″ N, 2° 34′ 24″ E / 41.8689583058565°N,2.57327259172381°E                                    |                                            |                                     | Modifica les dades a Wikidata |
|        | Can Llandric             | Santa Coloma de Farners | masia        | Estil: arquitectura popular              | 41° 51′ 41″ N, 2° 40′ 20″ E / 41.8614°N,2.67221°E                                                      | bé integrant del patrimoni cultural català |                                     | Modifica les dades a Wikidata |
|        | Can Lleonard             | Santa Coloma de Farners | masia        |                                          | 41° 52′ 25″ N, 2° 36′ 48″ E / 41.8734861045811°N,2.61321514703518°E                                    |                                            |                                     | Modifica les dades a Wikidata |
|        | Can Llorell              | Santa Coloma de Farners | masia        |                                          | 41° 52′ 07″ N, 2° 37′ 49″ E / 41.86867°N,2.6303°E                                                      | bé integrant del patrimoni cultural català |                                     | Modifica les dades a Wikidata |
|        | Can Mallol               | Santa Coloma de Farners | masia        |                                          | 41° 51′ 55″ N, 2° 41′ 11″ E / 41.865189081165°N,2.68651285902705°E                                     |                                            |                                     | Modifica les dades a Wikidata |
|        | Can Manyà                | Santa Coloma de Farners | masia        |                                          | 41° 52′ 21″ N, 2° 39′ 10″ E / 41.8725048875689°N,2.65284367351688°E                                    |                                            |                                     | Modifica les dades a Wikidata |
|        | Can Martorell            | Santa Coloma de Farners | masia        |                                          | 41° 51′ 46″ N, 2° 40′ 57″ E / 41.8627192183136°N,2.68251265913592°E                                    |                                            |                                     | Modifica les dades a Wikidata |
|        | Can Martrà               | Santa Coloma de Farners | masia        |                                          | 41° 51′ 10″ N, 2° 37′ 18″ E / 41.8527266128707°N,2.62172492106085°E                                    |                                            |                                     | Modifica les dades a Wikidata |
|        | Can Masnou               | Santa Coloma de Farners | masia        |                                          | 41° 51′ 28″ N, 2° 39′ 07″ E / 41.8576857431122°N,2.65189975956213°E                                    |                                            |                                     | Modifica les dades a Wikidata |
|        | Can Maçaneda             | Santa Coloma de Farners | masia        |                                          | 41° 52′ 19″ N, 2° 40′ 25″ E / 41.871827°N,2.673632°E ca:al nord-est del nucli de Santa Coloma 133 msnm |                                            | Can Maçaneda                        | Modifica les dades a Wikidata |
|        | Can Merla                | Santa Coloma de Farners | masia        |                                          | 41° 51′ 51″ N, 2° 41′ 33″ E / 41.864196°N,2.692552°E 132 msnm                                          |                                            |                                     | Modifica les dades a Wikidata |
|        | Can Mestres              | Santa Coloma de Farners | masia        |                                          | 41° 51′ 53″ N, 2° 39′ 01″ E / 41.8648236797998°N,2.65041513610697°E                                    |                                            |                                     | Modifica les dades a Wikidata |
|        | Can Miquel               | Santa Coloma de Farners | masia        |                                          | 41° 52′ 09″ N, 2° 37′ 57″ E / 41.8692619311183°N,2.6324243100335°E                                     |                                            |                                     | Modifica les dades a Wikidata |
|        | Can Moner                | Santa Coloma de Farners | masia        | Estil: arquitectura popular              | 41° 51′ 16″ N, 2° 40′ 40″ E / 41.8545°N,2.67768°E ca:Veïnat de Vall 124 msnm                           | bé integrant del patrimoni cultural català | Can Moner                           | Modifica les dades a Wikidata |
|        | Can Paileda              | Santa Coloma de Farners | masia        |                                          | 41° 51′ 19″ N, 2° 41′ 32″ E / 41.8553692459278°N,2.6923074566316°E                                     |                                            |                                     | Modifica les dades a Wikidata |
|        | Can Paperer              | Santa Coloma de Farners | masia        |                                          | 41° 50′ 48″ N, 2° 41′ 34″ E / 41.8468047731093°N,2.69270987315283°E                                    |                                            |                                     | Modifica les dades a Wikidata |
|        | Can Pelitroques          | Santa Coloma de Farners | masia        |                                          | 41° 52′ 57″ N, 2° 40′ 07″ E / 41.8824946843116°N,2.66849408151455°E                                    |                                            |                                     | Modifica les dades a Wikidata |
|        | Can Pere Curt            | Santa Coloma de Farners | masia        |                                          | 41° 52′ 08″ N, 2° 33′ 50″ E / 41.8689410583812°N,2.56388576220128°E                                    |                                            |                                     | Modifica les dades a Wikidata |
|        | Can Pere Llarg           | Santa Coloma de Farners | masia        |                                          | 41° 51′ 51″ N, 2° 40′ 35″ E / 41.864154°N,2.676456°E 136 msnm                                          |                                            |                                     | Modifica les dades a Wikidata |
|        | Can Petrinxo             | Santa Coloma de Farners | masia        |                                          | 41° 53′ 04″ N, 2° 36′ 46″ E / 41.884310679346°N,2.61272801712815°E                                     |                                            |                                     | Modifica les dades a Wikidata |
|        | Can Pineda               | Santa Coloma de Farners | masia        |                                          | 41° 51′ 08″ N, 2° 41′ 36″ E / 41.8523097477045°N,2.69337019911818°E                                    |                                            |                                     | Modifica les dades a Wikidata |
|        | Can Planes Vell          | Santa Coloma de Farners | masia        |                                          | 41° 51′ 09″ N, 2° 37′ 09″ E / 41.8526°N,2.61917°E                                                      | bé integrant del patrimoni cultural català |                                     | Modifica les dades a Wikidata |
|        | Can Planiol              | Santa Coloma de Farners | masia        |                                          | 41° 50′ 33″ N, 2° 36′ 44″ E / 41.8424002968002°N,2.61229427232569°E                                    |                                            |                                     | Modifica les dades a Wikidata |
|        | Can Plomacebes           | Santa Coloma de Farners | masia        |                                          | 41° 52′ 38″ N, 2° 41′ 30″ E / 41.8772814678241°N,2.69175646385891°E                                    |                                            |                                     | Modifica les dades a Wikidata |
|        | Can Prats de Castanyet   | Santa Coloma de Farners | masia        | Estil: arquitectura popular              | 41° 53′ 21″ N, 2° 37′ 14″ E / 41.8893°N,2.62048°E                                                      | bé integrant del patrimoni cultural català |                                     | Modifica les dades a Wikidata |
|        | Can Pujató               | Santa Coloma de Farners | masia        |                                          | 41° 51′ 25″ N, 2° 35′ 47″ E / 41.8570716635822°N,2.59636285498753°E                                    |                                            |                                     | Modifica les dades a Wikidata |
|        | Can Rabassa              | Santa Coloma de Farners | masia        | Estil: arquitectura popular              | 41° 50′ 55″ N, 2° 41′ 04″ E / 41.84863°N,2.68443°E                                                     | bé cultural d'interès local                |                                     | Modifica les dades a Wikidata |
|        | Can Requesens            | Santa Coloma de Farners | masia        |                                          | 41° 53′ 25″ N, 2° 38′ 47″ E / 41.8903274568718°N,2.64629828813942°E                                    |                                            |                                     | Modifica les dades a Wikidata |
|        | Can Rigalós              | Santa Coloma de Farners | masia        |                                          | 41° 51′ 29″ N, 2° 41′ 14″ E / 41.8581744978594°N,2.6871615664954°E                                     |                                            |                                     | Modifica les dades a Wikidata |
|        | Can Roca                 | Santa Coloma de Farners | masia        |                                          | 41° 51′ 16″ N, 2° 35′ 07″ E / 41.8544472656026°N,2.58529586276562°E                                    |                                            |                                     | Modifica les dades a Wikidata |
|        | Can Romaní               | Santa Coloma de Farners | masia        |                                          | 41° 50′ 22″ N, 2° 36′ 20″ E / 41.8393060447675°N,2.60556806465707°E                                    |                                            |                                     | Modifica les dades a Wikidata |
|        | Can Sala                 | Santa Coloma de Farners | masia        |                                          | 41° 52′ 19″ N, 2° 40′ 25″ E / 41.8719890338916°N,2.67350115868036°E                                    |                                            |                                     | Modifica les dades a Wikidata |
|        | Can Salvatgina           | Santa Coloma de Farners | masia        |                                          | 41° 52′ 35″ N, 2° 35′ 16″ E / 41.8764058713553°N,2.58776908820025°E                                    |                                            |                                     | Modifica les dades a Wikidata |
|        | Can Salvi Guinau         | Santa Coloma de Farners | masia        |                                          | 41° 52′ 24″ N, 2° 41′ 23″ E / 41.8734390179796°N,2.68970217904813°E                                    |                                            |                                     | Modifica les dades a Wikidata |
|        | Can Santmartí            | Santa Coloma de Farners | masia        |                                          | 41° 52′ 37″ N, 2° 39′ 37″ E / 41.876904594754°N,2.66032794980158°E 170 msnm                            |                                            |                                     | Modifica les dades a Wikidata |
|        | Can Serra                | Santa Coloma de Farners | masia        |                                          | 41° 50′ 51″ N, 2° 35′ 01″ E / 41.8475603341872°N,2.58372618174749°E                                    |                                            |                                     | Modifica les dades a Wikidata |
|        | Can Sixt                 | Santa Coloma de Farners | masia        |                                          | 41° 51′ 11″ N, 2° 41′ 50″ E / 41.8530672191004°N,2.6971011612202°E                                     |                                            |                                     | Modifica les dades a Wikidata |
|        | Can Sobirana             | Santa Coloma de Farners | masia        |                                          | 41° 51′ 26″ N, 2° 38′ 03″ E / 41.8571805196708°N,2.63424042956366°E                                    |                                            |                                     | Modifica les dades a Wikidata |
|        | Can Soler                | Santa Coloma de Farners | masia        |                                          | 41° 50′ 38″ N, 2° 41′ 01″ E / 41.8439792406276°N,2.68372553484456°E                                    |                                            |                                     | Modifica les dades a Wikidata |
|        | Can Solonic              | Santa Coloma de Farners | masia        |                                          | 41° 52′ 26″ N, 2° 34′ 39″ E / 41.8738646287429°N,2.5774939323295°E                                     |                                            |                                     | Modifica les dades a Wikidata |
|        | Can Sureda               | Santa Coloma de Farners | masia        |                                          | 41° 49′ 52″ N, 2° 36′ 01″ E / 41.831079313501°N,2.6002599991479°E                                      |                                            |                                     | Modifica les dades a Wikidata |
|        | Can Surós                | Santa Coloma de Farners | masia        |                                          | 41° 54′ 19″ N, 2° 37′ 01″ E / 41.9052475543523°N,2.61691785852327°E                                    |                                            |                                     | Modifica les dades a Wikidata |
|        | Can Toni Mola            | Santa Coloma de Farners | masia        |                                          | 41° 53′ 33″ N, 2° 38′ 07″ E / 41.89249°N,2.63534°E                                                     | bé integrant del patrimoni cultural català | Can Toni Mola                       | Modifica les dades a Wikidata |
|        | Can Valencià             | Santa Coloma de Farners | masia        |                                          | 41° 50′ 42″ N, 2° 40′ 51″ E / 41.8451334858672°N,2.68096142130138°E                                    |                                            |                                     | Modifica les dades a Wikidata |
|        | Can Vilar                | Santa Coloma de Farners | masia        | Estil: arquitectura popular              | 41° 52′ 09″ N, 2° 38′ 42″ E / 41.86911°N,2.64509°E                                                     | bé integrant del patrimoni cultural català |                                     | Modifica les dades a Wikidata |
|        | Can Xico Renoc           | Santa Coloma de Farners | masia        |                                          | 41° 51′ 39″ N, 2° 41′ 25″ E / 41.8609391848558°N,2.69032889757559°E                                    |                                            |                                     | Modifica les dades a Wikidata |
|        | Can Xifre                | Santa Coloma de Farners | masia        | Estil: historicisme arquitectònic        | 41° 50′ 49″ N, 2° 40′ 42″ E / 41.846912°N,2.678298°E ca:el Veïnat d'Avall 115 msnm                     | bé integrant del patrimoni cultural català | Can Xifre (Santa Coloma de Farners) | Modifica les dades a Wikidata |
|        | Casa Nova d'en Caireta   | Santa Coloma de Farners | masia        |                                          | 41° 51′ 18″ N, 2° 41′ 12″ E / 41.8550567143082°N,2.68664667456708°E                                    |                                            |                                     | Modifica les dades a Wikidata |
|        | Casa Nova del Bagís      | Santa Coloma de Farners | masia        |                                          | 41° 52′ 13″ N, 2° 35′ 41″ E / 41.8703326561845°N,2.59462855621426°E                                    |                                            |                                     | Modifica les dades a Wikidata |
|        | Casa Nova del Taverner   | Santa Coloma de Farners | masia        |                                          | 41° 54′ 06″ N, 2° 37′ 57″ E / 41.9017407268116°N,2.63247921928883°E                                    |                                            |                                     | Modifica les dades a Wikidata |
|        | Casa Simon               | Santa Coloma de Farners | masia        | Estil: arquitectura popular              | 41° 51′ 04″ N, 2° 40′ 56″ E / 41.85104°N,2.68236°E                                                     | bé integrant del patrimoni cultural català |                                     | Modifica les dades a Wikidata |
|        | Font de Glòria           | Santa Coloma de Farners | masia        |                                          | 41° 50′ 23″ N, 2° 34′ 39″ E / 41.8396295182296°N,2.57749035869785°E                                    |                                            |                                     | Modifica les dades a Wikidata |
|        | Mas Albereda             | Santa Coloma de Farners | masia        |                                          | 41° 51′ 00″ N, 2° 38′ 48″ E / 41.8501040157321°N,2.64667655963989°E                                    |                                            |                                     | Modifica les dades a Wikidata |
|        | Mas Esparver             | Santa Coloma de Farners | masia        |                                          | 41° 52′ 51″ N, 2° 37′ 38″ E / 41.880756111697°N,2.62728445883812°E                                     |                                            |                                     | Modifica les dades a Wikidata |
|        | Mas Ferrer               | Santa Coloma de Farners | masia        |                                          | 41° 50′ 43″ N, 2° 34′ 51″ E / 41.8453157708451°N,2.58074138715246°E                                    |                                            |                                     | Modifica les dades a Wikidata |
|        | Mas Gubao                | Santa Coloma de Farners | masia        | Estil: arquitectura popular              | 41° 53′ 43″ N, 2° 36′ 08″ E / 41.89533°N,2.60216°E                                                     | bé integrant del patrimoni cultural català |                                     | Modifica les dades a Wikidata |
|        | Mas Llorenç              | Santa Coloma de Farners | masia        |                                          | 41° 51′ 20″ N, 2° 41′ 09″ E / 41.8554599123705°N,2.68587366778195°E                                    |                                            |                                     | Modifica les dades a Wikidata |
|        | Mas Moll                 | Santa Coloma de Farners | masia        |                                          | 41° 51′ 13″ N, 2° 34′ 41″ E / 41.8536376703065°N,2.57815714920314°E                                    |                                            |                                     | Modifica les dades a Wikidata |
|        | Mas Sant Isidre          | Santa Coloma de Farners | masia        |                                          | 41° 50′ 46″ N, 2° 40′ 46″ E / 41.8461381191823°N,2.67947480541588°E                                    |                                            |                                     | Modifica les dades a Wikidata |
|        | Mas Solà                 | Santa Coloma de Farners | masia        |                                          | 41° 50′ 58″ N, 2° 41′ 18″ E / 41.84943°N,2.6883°E ca:Crtra. de Vidreres, C-63, km 23                   | bé integrant del patrimoni cultural català |                                     | Modifica les dades a Wikidata |
|        | Mas Vernedes             | Santa Coloma de Farners | masia        |                                          | 41° 50′ 58″ N, 2° 35′ 25″ E / 41.8494306517679°N,2.59037567884073°E                                    |                                            |                                     | Modifica les dades a Wikidata |
|        | Pla de Faves             | Santa Coloma de Farners | masia        |                                          | 41° 51′ 07″ N, 2° 35′ 04″ E / 41.8519671242278°N,2.58439632555171°E                                    |                                            |                                     | Modifica les dades a Wikidata |
|        | Torre del Vent           | Santa Coloma de Farners | masia        |                                          | 41° 50′ 24″ N, 2° 34′ 48″ E / 41.8399539839043°N,2.58000553622521°E                                    |                                            |                                     | Modifica les dades a Wikidata |
|        | el Bagissot              | Santa Coloma de Farners | masia        |                                          | 41° 51′ 58″ N, 2° 36′ 26″ E / 41.8662241343427°N,2.6071859784256°E                                     |                                            |                                     | Modifica les dades a Wikidata |
|        | el Bagís                 | Santa Coloma de Farners | masia        | Estil: arquitectura popular 17th century | 41° 51′ 52″ N, 2° 35′ 44″ E / 41.86431°N,2.59544°E ca:Veïnat de Vallors 296 msnm                       | bé integrant del patrimoni cultural català | El Bagís                            | Modifica les dades a Wikidata |
|        | el Beç                   | Santa Coloma de Farners | masia        |                                          | 41° 54′ 08″ N, 2° 37′ 15″ E / 41.902170969496°N,2.62075807894578°E                                     |                                            |                                     | Modifica les dades a Wikidata |
|        | el Castellar             | Santa Coloma de Farners | masia        |                                          | 41° 51′ 54″ N, 2° 34′ 21″ E / 41.8650190041084°N,2.57238304397396°E                                    |                                            |                                     | Modifica les dades a Wikidata |
|        | el Clopers               | Santa Coloma de Farners | masia        | Estil: arquitectura popular              | 41° 51′ 52″ N, 2° 33′ 49″ E / 41.8644°N,2.56372°E                                                      | bé integrant del patrimoni cultural català |                                     | Modifica les dades a Wikidata |
|        | el Gavaldà               | Santa Coloma de Farners | masia        |                                          | 41° 53′ 03″ N, 2° 36′ 08″ E / 41.884226540068°N,2.6023394356999°E                                      |                                            |                                     | Modifica les dades a Wikidata |
|        | el Puig                  | Santa Coloma de Farners | masia        |                                          | 41° 51′ 03″ N, 2° 33′ 59″ E / 41.850771477656°N,2.5664073052209°E                                      |                                            |                                     | Modifica les dades a Wikidata |
|        | el Regastell             | Santa Coloma de Farners | masia        |                                          | 41° 50′ 06″ N, 2° 35′ 40″ E / 41.8349170541843°N,2.59446671444761°E                                    |                                            |                                     | Modifica les dades a Wikidata |
|        | el Rossell               | Santa Coloma de Farners | masia        |                                          | 41° 53′ 44″ N, 2° 35′ 32″ E / 41.8956695329055°N,2.59227436159658°E                                    |                                            |                                     | Modifica les dades a Wikidata |
|        | el Taverner              | Santa Coloma de Farners | masia        | Estil: arquitectura popular              | 41° 54′ 02″ N, 2° 37′ 48″ E / 41.900530997093°N,2.6299666829154°E                                      | bé integrant del patrimoni cultural català |                                     | Modifica les dades a Wikidata |
|        | el Viader                | Santa Coloma de Farners | masia        |                                          | 41° 53′ 07″ N, 2° 37′ 33″ E / 41.8853539296885°N,2.62584752613931°E                                    |                                            |                                     | Modifica les dades a Wikidata |
|        | els Torners              | Santa Coloma de Farners | masia        |                                          | 41° 50′ 47″ N, 2° 34′ 18″ E / 41.8463178010002°N,2.57159212265836°E                                    |                                            |                                     | Modifica les dades a Wikidata |
|        | l'Albó                   | Santa Coloma de Farners | masia        | Estil: arquitectura popular              | 41° 53′ 55″ N, 2° 35′ 50″ E / 41.8986°N,2.59728°E                                                      | bé integrant del patrimoni cultural català |                                     | Modifica les dades a Wikidata |
|        | l'Arboç                  | Santa Coloma de Farners | masia        |                                          | 41° 50′ 15″ N, 2° 35′ 33″ E / 41.8375404894713°N,2.59260740462643°E                                    |                                            |                                     | Modifica les dades a Wikidata |
|        | l'Hostal de Castanyet    | Santa Coloma de Farners | masia        |                                          | 41° 53′ 21″ N, 2° 37′ 23″ E / 41.8891365455°N,2.62301691981762°E                                       |                                            |                                     | Modifica les dades a Wikidata |
|        | la Carrera Grossa        | Santa Coloma de Farners | masia        |                                          | 41° 53′ 43″ N, 2° 36′ 33″ E / 41.8953320857133°N,2.60920166850566°E                                    |                                            |                                     | Modifica les dades a Wikidata |
|        | la Carrera Vella         | Santa Coloma de Farners | masia        |                                          | 41° 53′ 28″ N, 2° 36′ 29″ E / 41.8912388049768°N,2.60797298371278°E                                    |                                            |                                     | Modifica les dades a Wikidata |
|        | la Casa Nova d'en Planes | Santa Coloma de Farners | masia        |                                          | 41° 51′ 17″ N, 2° 36′ 57″ E / 41.8545898625681°N,2.61594328237784°E                                    |                                            |                                     | Modifica les dades a Wikidata |
|        | la Cendrosa              | Santa Coloma de Farners | masia        |                                          | 41° 52′ 26″ N, 2° 35′ 02″ E / 41.8738160255883°N,2.58391738764223°E                                    |                                            |                                     | Modifica les dades a Wikidata |
|        | la Corbera Nova          | Santa Coloma de Farners | masia        |                                          | 41° 52′ 12″ N, 2° 33′ 23″ E / 41.8701107899024°N,2.55652718293793°E                                    |                                            |                                     | Modifica les dades a Wikidata |
|        | la Fradera               | Santa Coloma de Farners | masia        | Estil: arquitectura popular              | 41° 53′ 49″ N, 2° 35′ 27″ E / 41.89685°N,2.59072°E                                                     | bé integrant del patrimoni cultural català |                                     | Modifica les dades a Wikidata |
|        | la Malena                | Santa Coloma de Farners | masia        |                                          | 41° 54′ 11″ N, 2° 37′ 29″ E / 41.9029497211017°N,2.62476824990977°E                                    |                                            |                                     | Modifica les dades a Wikidata |
|        | la Masó                  | Santa Coloma de Farners | masia        |                                          | 41° 53′ 51″ N, 2° 36′ 37″ E / 41.8975422313827°N,2.61022495647597°E                                    |                                            |                                     | Modifica les dades a Wikidata |
|        | la Parada                | Santa Coloma de Farners | masia        |                                          | 41° 51′ 39″ N, 2° 34′ 51″ E / 41.860732363208°N,2.5807980233166°E                                      |                                            |                                     | Modifica les dades a Wikidata |
|        | la Planella              | Santa Coloma de Farners | masia        |                                          | 41° 50′ 32″ N, 2° 34′ 29″ E / 41.842339754983°N,2.57482262928191°E                                     |                                            |                                     | Modifica les dades a Wikidata |
|        | la Pressa                | Santa Coloma de Farners | masia        |                                          | 41° 52′ 38″ N, 2° 41′ 39″ E / 41.8773602864232°N,2.69428691959962°E                                    |                                            |                                     | Modifica les dades a Wikidata |
|        | la Torre d'en Planes     | Santa Coloma de Farners | masia        |                                          | 41° 51′ 11″ N, 2° 37′ 55″ E / 41.8531741124167°N,2.63193817618707°E                                    |                                            |                                     | Modifica les dades a Wikidata |
|        | la Tria                  | Santa Coloma de Farners | masia        |                                          | 41° 53′ 30″ N, 2° 37′ 02″ E / 41.8917835730659°N,2.61727556638745°E                                    |                                            |                                     | Modifica les dades a Wikidata |
|        | la Vinyassa              | Santa Coloma de Farners | masia        |                                          | 41° 50′ 21″ N, 2° 36′ 35″ E / 41.8392212876239°N,2.60976004393608°E                                    |                                            |                                     | Modifica les dades a Wikidata |
|        | les Ferreries            | Santa Coloma de Farners | masia        |                                          | 41° 52′ 11″ N, 2° 35′ 54″ E / 41.869804917774°N,2.59823488812297°E                                     |                                            |                                     | Modifica les dades a Wikidata |
|        | les Serres de l'Albó     | Santa Coloma de Farners | masia        |                                          | 41° 53′ 57″ N, 2° 36′ 11″ E / 41.899120504971°N,2.60294578933735°E                                     |                                            |                                     | Modifica les dades a Wikidata |

## molí d'aigua
| imatge | Nom                | Ubicat a                | instància de | Detalls                     | coordenades                                                         | Protecció                                  | Commons (més fotos) | Dades a WD                    |
| ------ | ------------------ | ----------------------- | ------------ | --------------------------- | ------------------------------------------------------------------- | ------------------------------------------ | ------------------- | ----------------------------- |
|        | Molí d'en Maçaneda | Santa Coloma de Farners | molí d'aigua |                             | 41° 52′ 13″ N, 2° 37′ 47″ E / 41.8701535016571°N,2.62958739823507°E |                                            |                     | Modifica les dades a Wikidata |
|        | Molí de Castanyet  | Santa Coloma de Farners | molí d'aigua |                             | 41° 53′ 29″ N, 2° 37′ 15″ E / 41.8914707318373°N,2.62071289072309°E |                                            |                     | Modifica les dades a Wikidata |
|        | Molí del Bagís     | Santa Coloma de Farners | molí d'aigua | Estil: arquitectura popular | 41° 51′ 59″ N, 2° 35′ 36″ E / 41.86627°N,2.59338°E                  | bé integrant del patrimoni cultural català | El Bagís            | Modifica les dades a Wikidata |

## monument
| imatge | Nom                                                    | Ubicat a                | instància de | Detalls                                           | coordenades                                                                                     | Protecció | Commons (més fotos) | Dades a WD                    |
| ------ | ------------------------------------------------------ | ----------------------- | ------------ | ------------------------------------------------- | ----------------------------------------------------------------------------------------------- | --------- | ------------------- | ----------------------------- |
|        | Dona d'Aigua                                           | Santa Coloma de Farners | monument     |                                                   | 41° 51′ 42″ N, 2° 39′ 50″ E / 41.861595153808594°N,2.6639089584350586°E ca:Sant Salvador, 1     |           |                     | Modifica les dades a Wikidata |
|        | Monument Simbologia                                    | Santa Coloma de Farners | monument     |                                                   | 41° 51′ 40″ N, 2° 39′ 47″ E / 41.86119079589844°N,2.6631479263305664°E ca:Plaça de l'Ajuntament |           |                     | Modifica les dades a Wikidata |
|        | Monument a Salvador Espriu                             | Santa Coloma de Farners | monument     |                                                   | 41° 51′ 49″ N, 2° 39′ 46″ E / 41.86362075805664°N,2.662682056427002°E ca:Plaça Farners          |           |                     | Modifica les dades a Wikidata |
|        | Monument als donants de sang a Santa Coloma de Farners | Santa Coloma de Farners | monument     | 2003-05-11 Alt: 1.5m Anomenat per: donant de sang | 41° 51′ 58″ N, 2° 39′ 34″ E / 41.86601666666667°N,2.659566666666666°E                           |           |                     | Modifica les dades a Wikidata |

## muntanya
| imatge | Nom                  | Ubicat a                                   | instància de | Detalls | coordenades                                                         | Protecció | Commons (més fotos)                     | Dades a WD                    |
| ------ | -------------------- | ------------------------------------------ | ------------ | ------- | ------------------------------------------------------------------- | --------- | --------------------------------------- | ----------------------------- |
|        | Pedra dels Evangelis | Sant Hilari Sacalm Santa Coloma de Farners | muntanya     |         | 41° 52′ 47″ N, 2° 33′ 39″ E / 41.8797°N,2.5608°E 654.4 msnm         |           | Pedra dels Evangelis                    | Modifica les dades a Wikidata |
|        | Roca Abellera        | Santa Coloma de Farners Riudarenes         | muntanya     |         | 41° 51′ 01″ N, 2° 37′ 40″ E / 41.85035139°N,2.62774722°E 444.7 msnm |           |                                         | Modifica les dades a Wikidata |
|        | Roca Guillera        | Santa Coloma de Farners                    | muntanya     |         | 41° 51′ 26″ N, 2° 36′ 19″ E / 41.8571°N,2.60523°E 677.7 msnm        |           |                                         | Modifica les dades a Wikidata |
|        | Serra del Padró      | Santa Coloma de Farners Osor               | muntanya     |         | 41° 54′ 00″ N, 2° 35′ 00″ E / 41.9°N,2.58333°E                      |           |                                         | Modifica les dades a Wikidata |
|        | Turó d'en Canaleta   | Santa Coloma de Farners                    | muntanya     |         | 41° 50′ 47″ N, 2° 37′ 21″ E / 41.8465°N,2.62251°E 502.1 msnm        |           |                                         | Modifica les dades a Wikidata |
|        | Turó d'en Planes     | Santa Coloma de Farners                    | muntanya     |         | 41° 51′ 02″ N, 2° 36′ 58″ E / 41.85043694°N,2.61606667°E 568 msnm   |           |                                         | Modifica les dades a Wikidata |
|        | Turó d'en Quadres    | Santa Coloma de Farners                    | muntanya     |         | 41° 51′ 40″ N, 2° 38′ 06″ E / 41.86119722°N,2.63487722°E 420.5 msnm |           |                                         | Modifica les dades a Wikidata |
|        | Turó de Farners      | Santa Coloma de Farners                    | muntanya     |         | 41° 51′ 37″ N, 2° 37′ 52″ E / 41.8603°N,2.63099°E 431 msnm          |           |                                         | Modifica les dades a Wikidata |
|        | Turó de Llumeneres   | Santa Coloma de Farners                    | muntanya     |         | 41° 54′ 39″ N, 2° 36′ 38″ E / 41.9107°N,2.61057°E 794 msnm          |           |                                         | Modifica les dades a Wikidata |
|        | Turó de la Bandera   | Santa Coloma de Farners                    | muntanya     |         | 41° 53′ 32″ N, 2° 36′ 32″ E / 41.89231667°N,2.60886111°E 457.2 msnm |           |                                         | Modifica les dades a Wikidata |
|        | Turó del Vent        | Santa Coloma de Farners                    | muntanya     |         | 41° 51′ 41″ N, 2° 37′ 52″ E / 41.861292°N,2.631007°E 442 msnm       |           | Turó del Vent (Santa Coloma de Farners) | Modifica les dades a Wikidata |
|        | el Far               | Santa Coloma de Farners Riudarenes         | muntanya     |         | 41° 50′ 04″ N, 2° 37′ 37″ E / 41.83435556°N,2.62704444°E 582.7 msnm |           |                                         | Modifica les dades a Wikidata |
|        | les Roqueteres       | Santa Coloma de Farners                    | muntanya     |         | 41° 50′ 59″ N, 2° 35′ 09″ E / 41.84959167°N,2.58580722°E 564.9 msnm |           |                                         | Modifica les dades a Wikidata |

## nucli de població
| imatge | Nom         | Ubicat a                | instància de                      | Detalls | coordenades                                                         | Protecció | Commons (més fotos) | Dades a WD                    |
| ------ | ----------- | ----------------------- | --------------------------------- | ------- | ------------------------------------------------------------------- | --------- | ------------------- | ----------------------------- |
|        | Can Camps   | Santa Coloma de Farners | nucli de població centre històric |         | 41° 52′ 03″ N, 2° 39′ 06″ E / 41.8675748630797°N,2.65176176983999°E |           |                     | Modifica les dades a Wikidata |
|        | Can Malladó | Santa Coloma de Farners | nucli de població                 |         | 41° 51′ 51″ N, 2° 39′ 12″ E / 41.8642921879641°N,2.6533580197516°E  |           |                     | Modifica les dades a Wikidata |

## polígon industrial
| imatge | Nom                            | Ubicat a                | instància de       | Detalls | coordenades                                                         | Protecció | Commons (més fotos) | Dades a WD                    |
| ------ | ------------------------------ | ----------------------- | ------------------ | ------- | ------------------------------------------------------------------- | --------- | ------------------- | ----------------------------- |
|        | Polígon industrial Can Simon   | Santa Coloma de Farners | polígon industrial |         | 41° 51′ 06″ N, 2° 40′ 51″ E / 41.8515367268376°N,2.68072481031491°E |           |                     | Modifica les dades a Wikidata |
|        | Polígon industrial Mas Llorenç | Santa Coloma de Farners | polígon industrial |         | 41° 51′ 26″ N, 2° 41′ 04″ E / 41.8573115389279°N,2.68449115457252°E |           |                     | Modifica les dades a Wikidata |

## pont
| imatge | Nom                         | Ubicat a                | instància de | Detalls                                                        | coordenades                                                         | Protecció | Commons (més fotos)    | Dades a WD                    |
| ------ | --------------------------- | ----------------------- | ------------ | -------------------------------------------------------------- | ------------------------------------------------------------------- | --------- | ---------------------- | ----------------------------- |
|        | Passera de Can Boix         | Santa Coloma de Farners | pont         |                                                                | 41° 51′ 57″ N, 2° 34′ 13″ E / 41.8658123178614°N,2.57016066704231°E |           |                        | Modifica les dades a Wikidata |
|        | Passera del Bagís           | Santa Coloma de Farners | pont         |                                                                | 41° 51′ 59″ N, 2° 35′ 36″ E / 41.8664462755465°N,2.59337585784981°E |           |                        | Modifica les dades a Wikidata |
|        | Pont Espatllat              | Santa Coloma de Farners | pont         |                                                                | 41° 53′ 38″ N, 2° 37′ 08″ E / 41.8938519046641°N,2.61901114772168°E |           |                        | Modifica les dades a Wikidata |
|        | Pont de la Casilla          | Santa Coloma de Farners | pont         |                                                                | 41° 51′ 52″ N, 2° 35′ 04″ E / 41.8645405431729°N,2.58435105590329°E |           |                        | Modifica les dades a Wikidata |
|        | Pont de les Fosses          | Santa Coloma de Farners | pont         |                                                                | 41° 52′ 37″ N, 2° 36′ 25″ E / 41.8769412735199°N,2.60689137843172°E |           |                        | Modifica les dades a Wikidata |
|        | Pont del Molí d'en Maçaneda | Santa Coloma de Farners | pont         |                                                                | 41° 52′ 14″ N, 2° 37′ 48″ E / 41.8704701726969°N,2.63003143077811°E |           |                        | Modifica les dades a Wikidata |
|        | Viaducte de Castanyet       | Santa Coloma de Farners | pont         | Hi passa: Eix Transversal                                      | 41° 52′ 47″ N, 2° 38′ 28″ E / 41.8796293879571°N,2.64115081897061°E |           |                        | Modifica les dades a Wikidata |
|        | Viaducte de Cladells        | Santa Coloma de Farners | pont         | Hi passa: Eix Transversal                                      | 41° 51′ 11″ N, 2° 33′ 40″ E / 41.8529342801234°N,2.56110323623761°E |           |                        | Modifica les dades a Wikidata |
|        | Viaducte de les Fosses      | Santa Coloma de Farners | pont         | Travessa: riera de Santa Coloma Hi passa: Eix Transversal      | 41° 52′ 29″ N, 2° 36′ 31″ E / 41.874724°N,2.608622°E                |           | Viaducte de les Fosses | Modifica les dades a Wikidata |
|        | Viaducte del Bagís          | Santa Coloma de Farners | pont         |                                                                | 41° 52′ 02″ N, 2° 35′ 32″ E / 41.8671900256214°N,2.59229872444356°E |           |                        | Modifica les dades a Wikidata |
|        | Viaducte dels Tres Camins   | Santa Coloma de Farners | pont         | Hi passa: Eix Transversal                                      | 41° 51′ 50″ N, 2° 34′ 57″ E / 41.863831207247°N,2.58247600052232°E  |           |                        | Modifica les dades a Wikidata |
|        | pont de Sant Salvador       | Santa Coloma de Farners | pont         | Travessa: riera de Santa Coloma Anomenat per: Salvador d'Horta | 41° 51′ 30″ N, 2° 39′ 39″ E / 41.8582259438415°N,2.66086053810186°E |           |                        | Modifica les dades a Wikidata |

## pou de neu
| imatge | Nom                         | Ubicat a                | instància de | Detalls                     | coordenades                                        | Protecció                                  | Commons (més fotos) | Dades a WD                    |
| ------ | --------------------------- | ----------------------- | ------------ | --------------------------- | -------------------------------------------------- | ------------------------------------------ | ------------------- | ----------------------------- |
|        | Pou de glaç de Can Parareda | Santa Coloma de Farners | pou de neu   | Estil: arquitectura popular | 41° 51′ 24″ N, 2° 41′ 28″ E / 41.85657°N,2.69108°E | bé integrant del patrimoni cultural català |                     | Modifica les dades a Wikidata |
|        | Pou de glaç de Castanyet    | Santa Coloma de Farners | pou de neu   | Estil: arquitectura popular | 41° 52′ 59″ N, 2° 38′ 03″ E / 41.88301°N,2.63428°E | bé integrant del patrimoni cultural català |                     | Modifica les dades a Wikidata |

## serra
| imatge | Nom                 | Ubicat a                                                   | instància de | Detalls | coordenades                                                         | Protecció | Commons (més fotos) | Dades a WD                    |
| ------ | ------------------- | ---------------------------------------------------------- | ------------ | ------- | ------------------------------------------------------------------- | --------- | ------------------- | ----------------------------- |
|        | Masserres           | Santa Coloma de Farners                                    | serra        |         | 41° 52′ 21″ N, 2° 40′ 35″ E / 41.8726°N,2.67652°E 160.2 msnm        |           |                     | Modifica les dades a Wikidata |
|        | Roques d'en Planes  | Santa Coloma de Farners                                    | serra        |         | 41° 51′ 04″ N, 2° 35′ 44″ E / 41.85111417°N,2.59555833°E 618.4 msnm |           |                     | Modifica les dades a Wikidata |
|        | la Pedrosa          | Riudarenes Santa Coloma de Farners Sant Feliu de Buixalleu | serra        |         | 41° 49′ 48″ N, 2° 36′ 37″ E / 41.83004722°N,2.61023889°E 524 msnm   |           |                     | Modifica les dades a Wikidata |
|        | serra d'en Canaleta | Arbúcies Santa Coloma de Farners                           | serra        |         | 41° 51′ 28″ N, 2° 32′ 58″ E / 41.8579°N,2.54952°E 699 msnm          |           |                     | Modifica les dades a Wikidata |
|        | serra del Bagissot  | Santa Coloma de Farners                                    | serra        |         | 41° 51′ 51″ N, 2° 36′ 39″ E / 41.8641°N,2.6108°E 641.8 msnm         |           |                     | Modifica les dades a Wikidata |
|        | serra del Corb      | Santa Coloma de Farners Sant Hilari Sacalm                 | serra        |         | 41° 53′ 20″ N, 2° 35′ 37″ E / 41.889°N,2.59363°E 856.9 msnm         |           |                     | Modifica les dades a Wikidata |

## túnel
| imatge | Nom                 | Ubicat a                | instància de | Detalls | coordenades                                                         | Protecció | Commons (més fotos) | Dades a WD                    |
| ------ | ------------------- | ----------------------- | ------------ | ------- | ------------------------------------------------------------------- | --------- | ------------------- | ----------------------------- |
|        | túnel de les Fosses | Santa Coloma de Farners | túnel        |         | 41° 52′ 26″ N, 2° 36′ 01″ E / 41.8738198150397°N,2.60019814649528°E |           |                     | Modifica les dades a Wikidata |
|        | túnel del Bagís     | Santa Coloma de Farners | túnel        |         | 41° 51′ 54″ N, 2° 35′ 16″ E / 41.8650843548585°N,2.58779362528147°E |           |                     | Modifica les dades a Wikidata |

## Misc
| imatge | Nom                                          | Ubicat a                                                                                             | instància de                   | Detalls                                                    | coordenades                                                                                               | Protecció                                            | Commons (més fotos)                           | Dades a WD                    |
| ------ | -------------------------------------------- | --- | ------------------------------ | ---------------------------------------------------------- | --- | ---------------------------------------------------- | --------------------------------------------- | ----------------------------- |
|        | Castell de Farners                           | Santa Coloma de Farners                                                                              | castell                        | Estil: arquitectura romànica                               | 41° 51′ 37″ N, 2° 37′ 52″ E / 41.86039444°N,2.63122222°E ca:Camí de Farners 431.1 msnm                    | bé d'interès cultural bé cultural d'interès nacional | Castle of Farners                             | Modifica les dades a Wikidata |
|        | Col·legi Sant Salvador Horta                 | Santa Coloma de Farners                                                                              | edifici escolar                |                                                            | 41° 51′ 39″ N, 2° 39′ 47″ E / 41.8608°N,2.66304°E                                                         | bé integrant del patrimoni cultural català           | Col·legi Sant Salvador Horta                  | Modifica les dades a Wikidata |
|        | Forn del Verinal                             | Santa Coloma de Farners                                                                              | teuleria                       | Estil: arquitectura popular                                | 41° 51′ 33″ N, 2° 34′ 30″ E / 41.85906°N,2.57497°E                                                        | bé integrant del patrimoni cultural català           |                                               | Modifica les dades a Wikidata |
|        | Fornícula amb Verge                          | Santa Coloma de Farners                                                                              | fornícula                      | Estil: arquitectura barroca                                | 41° 51′ 50″ N, 2° 39′ 43″ E / 41.86384°N,2.66206°E                                                        | bé integrant del patrimoni cultural català           | Fornícula amb Verge (Santa Coloma de Farners) | Modifica les dades a Wikidata |
|        | Granja de Can Pineda                         | Santa Coloma de Farners                                                                              | granja                         |                                                            | 41° 51′ 08″ N, 2° 41′ 42″ E / 41.852286993624°N,2.69497254351559°E                                        |                                                      |                                               | Modifica les dades a Wikidata |
|        | Parc de Sant Salvador                        | Santa Coloma de Farners                                                                              | jardí públic                   | Estil: arquitectura popular Anomenat per: Salvador d'Horta | 41° 51′ 28″ N, 2° 39′ 36″ E / 41.8578°N,2.66006°E                                                         | bé integrant del patrimoni cultural català           | Parc de Sant Salvador                         | Modifica les dades a Wikidata |
|        | Premsa de biga de Can Deusiau                | Santa Coloma de Farners                                                                              | estructura arquitectònica      |                                                            | 41° 51′ 50″ N, 2° 39′ 44″ E / 41.86386489868164°N,2.6622190475463867°E ca:Carrer Verge Maria, 14          |                                                      |                                               | Modifica les dades a Wikidata |
|        | Sant Pere                                    | Santa Coloma de Farners                                                                              | vèrtex geodèsic                | Alt: 1.2m                                                  | 41° 50′ 04″ N, 2° 37′ 37″ E / 41.834354°N,2.627015°E 587.314 msnm                                         |                                                      |                                               | Modifica les dades a Wikidata |
|        | Sant Pere Petit de Santa Coloma de Farners   | Santa Coloma de Farners                                                                              | oratori                        | Estil: arquitectura popular                                | 41° 51′ 31″ N, 2° 39′ 08″ E / 41.85865°N,2.65228°E                                                        | bé integrant del patrimoni cultural català           | Sant Pere Petit                               | Modifica les dades a Wikidata |
|        | Sant Salvador                                | Santa Coloma de Farners                                                                              | capella                        |                                                            | 41° 51′ 26″ N, 2° 39′ 19″ E / 41.8571198123398°N,2.65538463887442°E                                       |                                                      |                                               | Modifica les dades a Wikidata |
|        | Terme Negre                                  | Santa Coloma de Farners                                                                              | fita                           |                                                            | 41° 53′ 25″ N, 2° 35′ 19″ E / 41.8902520260082°N,2.58851180382134°E                                       |                                                      |                                               | Modifica les dades a Wikidata |
|        | Termes Orion                                 | Santa Coloma de Farners                                                                              | balneari                       | Estil: arquitectura neoclàssica noucentisme                | 41° 50′ 46″ N, 2° 40′ 16″ E / 41.84601°N,2.67112°E ca:Veïnat de Vall 118 msnm                             | bé integrant del patrimoni cultural català           | Termes Orion                                  | Modifica les dades a Wikidata |
|        | Torre del Far (Santa Coloma de Farners)      | Santa Coloma de Farners                                                                              | torre de sentinella            |                                                            | 41° 50′ 04″ N, 2° 37′ 37″ E / 41.834364758964625°N,2.6270058801544973°E                                   |                                                      |                                               | Modifica les dades a Wikidata |
|        | Xemeneia                                     | Santa Coloma de Farners                                                                              | xemeneia de fàbrica            | Estil: arquitectura popular Estat: enderrocat o destruït   | 41° 51′ 13″ N, 2° 40′ 43″ E / 41.85353°N,2.67872°E                                                        | bé integrant del patrimoni cultural català           |                                               | Modifica les dades a Wikidata |
|        | casa consistorial de Santa Coloma de Farners | Santa Coloma de Farners                                                                              | casa consistorial              |                                                            | 41° 51′ 41″ N, 2° 39′ 47″ E / 41.8613353°N,2.6630002°E                                                    |                                                      |                                               | Modifica les dades a Wikidata |
|        | casa natal de Salvador Espriu                | Santa Coloma de Farners                                                                              | edifici residencial casa natal |                                                            | 41° 51′ 43″ N, 2° 39′ 48″ E / 41.86194610595703°N,2.6634278297424316°E ca:Jacint Verdaguer, 38            |                                                      |                                               | Modifica les dades a Wikidata |
|        | cementiri de Santa Coloma de Farners         | Santa Coloma de Farners                                                                              | cementiri                      | Estil: neoclassicisme                                      | 41° 51′ 56″ N, 2° 39′ 27″ E / 41.86566°N,2.65755°E                                                        | bé integrant del patrimoni cultural català           |                                               | Modifica les dades a Wikidata |
|        | font de Sant Salvador                        | Santa Coloma de Farners                                                                              | font                           | Anomenat per: Salvador d'Horta                             | 41° 51′ 26″ N, 2° 39′ 39″ E / 41.85717940527667°N,2.6608681074845832°E                                    |                                                      |                                               | Modifica les dades a Wikidata |
|        | plaça Farners                                | Santa Coloma de Farners                                                                              | plaça                          | Estil: arquitectura popular                                | 41° 51′ 50″ N, 2° 39′ 46″ E / 41.8639°N,2.66268°E ca:Plaça Farners                                        | bé integrant del patrimoni cultural català           | Plaça Farners                                 | Modifica les dades a Wikidata |
|        | riera de Santa Coloma                        | Sant Hilari Sacalm Santa Coloma de Farners Riudarenes Maçanes Maçanet de la Selva Fogars de la Selva | curs d'aigua                   | Desemboca: la Tordera Llarg: 33km Conca: 324km²            | 41° 53′ 59″ N, 2° 31′ 29″ E / 41.899769°N,2.524652°E 41° 44′ 23″ N, 2° 40′ 37″ E / 41.739606°N,2.677066°E |                                                      | Riera de Santa Coloma                         | Modifica les dades a Wikidata |